# Лодос
Ло̀дос е силен югозападен вятър, който може епизодично да преобладава в Егейско и Мраморно море, както и целогодишно по средиземноморското крайбрежие на Турция. Лодосът често води до образуването на високи вълни и може да причини внезапни бури. Думата „лодос“ е турска, произлиза от гръцката дума „нотус“ и оригинално означава „южен вятър“.
В България късният лодос е наричан развиго̀р (също бял вятър) и свързван с началото на пролетта, топенето на снеговете и разлистването на горите.
Преобладаващото образувано от вятъра повърхностно течение в Егейско море е в посока северозапад–югоизток, но около двадесет пъти годишно вятърът се променя на юг и вместо към Средиземно море духа в посока към Черно море. Ако това продължи достатъчно дълго време, повърхностното течение също се обръща, създавайки опасности за моряците. Опасността за тях е в резултат на това, че лодосните ветрове започват внезапно при тихо време, без предизвестие, и силата им може да достигне 9 – 10 по скалата на Бофорт. Повечето морски съдове не могат да плават при такива условия.
Лодосните ветрове се наблюдават между октомври и април с пиков сезон през декември. По време на силен лодос, особено през месец декември, големите кораби се предупреждават да не минават през Босфора, а в някои моменти проливът е затворен за всякакъв морски трафик заради повърхностните течения, които лодосът променя. Морските съдове са най-уязвими от тези повърхностни течения, ако не са на скорост или имат проблем с двигателите, като единственото решение за кораба тогава е да пусне котва, но в Босфора няма достатъчно дистанция за такава мярка.
Когато духа лодосът, ветровете в Черноморските проливи започват да се променят в ранните утринни часове. Черноморските течения също се влияят от лодоса. Най-силни са в следобедните часове и често утихват нощем, но понякога лодосните ветрове продължават дни наред без прекъсване. Подобни ветрове духат и в регионите на Адриатическо и Йонийско море.
Освен топлите води от юг, лодосът носи също и пясък от Сахарската пустиня.
Една от улиците в рибарското селище Ченгене скеле на юг от Бургас носи името „Лодос“.